# Das Alexanderfest

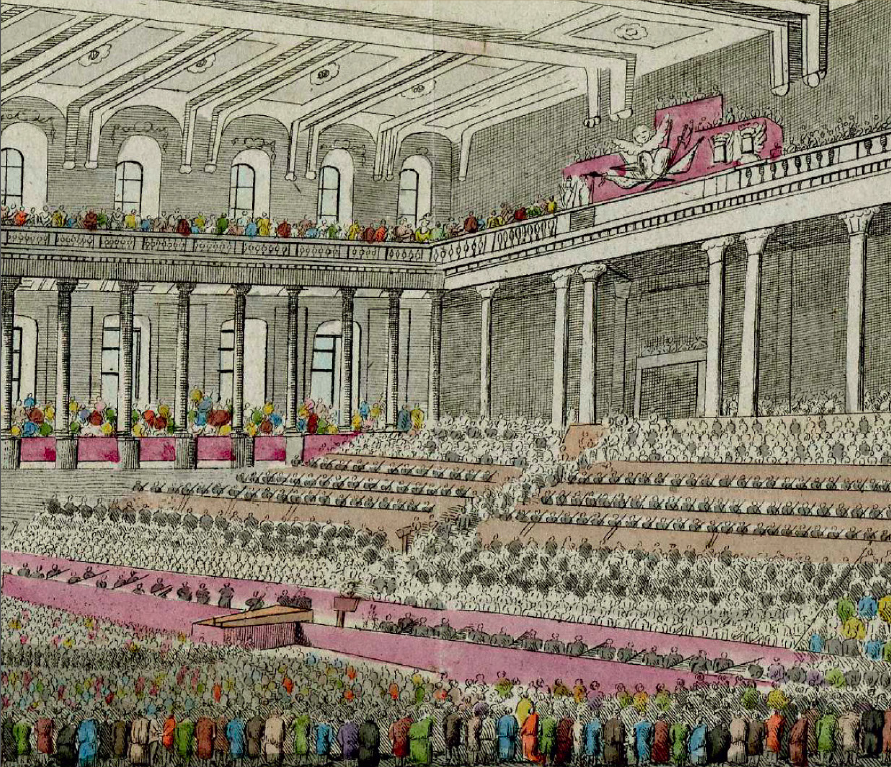
Händels Alexanderfest (unter dem Titel Timotheus oder die Gewalt der Musik) beim Gründungskonzert der Gesellschaft der Musikfreunde 1812 in der Winterreitschule

Das Alexanderfest (HWV 75) ist eine Ode zu Ehren der hl. Cäcilia  für Soli, Chor und Orchester von Georg Friedrich Händel. Der englische Titel des Werkes lautet: Alexander’s Feast; or, the Power of Music („Alexanders Fest oder: die Macht der Musik“). Der Text wurde von dem englischen Dichter Newburgh Hamilton nach einer Ode von John Dryden aus dem Jahre 1697 eingerichtet. Die Uraufführung fand unter Leitung des Komponisten am 19. Februar 1736 statt.

## Werkgeschichte
Mit der Komposition begann Händel wahrscheinlich Ende des Jahres 1735. Er stellte den ersten Teil am 5. Januar, den zweiten am 12. Januar 1736 fertig und brauchte dann noch fünf Tage für verschiedene Überarbeitungen. Die Uraufführung fand am 19. Februar 1736 im Covent Garden Theatre vor 1300 Zuhörern statt. Zwischen den Akten spielte Händel das Concerto grosso C-Dur (HWV 318), das mit dem Namen Alexanderfest verbunden blieb. Die Gesangssolisten waren Anna Maria Strada (Sopran), Cecilia Young (Sopran), John Beard (Tenor), Mr. Erard (Bass). Eine zweite Aufführung in Anwesenheit des ganzen Hofes gab es am 25. Februar 1736. Weitere Aufführungen folgten am 3., 12. und 17. März des Jahres. Seit der Zeit wurde das Werk fast jährlich aufgeführt.
Zu Händels Lebzeiten und danach war das Oratorium eines seiner beliebtesten. Wolfgang Amadeus Mozart instrumentierte es 1789 im Auftrag des Präfekten der Kaiserlichen Hofbibliothek in Wien, Baron Gottfried van Swieten, neu (KV 591). Mozarts Werk kam zwar erst nach seinem Tod 1793 erstmals zur Aufführung, wurde dann jedoch im deutschen Sprachraum während des 19. Jahrhunderts gleichsam zur Standardfassung.
Mozarts Version in einer wiederum sowohl textlich wie musikalisch (von Ignaz von Mosel) veränderten Adaption wurde auch am 29. November 1812 in Wien unter dem Titel Timotheus oder die Gewalt der Musik bei einem damals als „Monstre-Konzert“ bezeichneten Ereignis mit ca. 600 Mitwirkenden in der Winterreitschule dargeboten, das letztlich den Impuls zur Gründung der Gesellschaft der Musikfreunde in Wien darstellte.

## Libretto
Die siebenstrophige Dichtung Alexander’s Feast; or, the Power of Music (A song in honour of St. Cecilia’s day) schrieb John Dryden im Jahre 1692 und veröffentlichte sie 1697. Dryden besingt darin ein Fest, das Alexander der Große nach seinem Sieg 330 v. Chr. in der eroberten Stadt Persepolis gab. Diese historische Gegebenheit ist durch Plutarch überliefert. Als eigentlicher Librettist für Händels Werk wird Newburgh Hamilton genannt, dessen Arbeit sich aber im Wesentlichen darauf beschränkt, die Dichtung in Rezitative, Arien und Chöre zu unterteilen. Einige Verse aus seiner eigenen Ode The power of Musick von 1720 fügte er Drydens Dichtung an, Händel verwendete sie aber nicht in allen Fassungen. Schon vor Alexander’s Feast hatte Dryden eine andere Cäcilienode geschrieben. Henry Purcell vertonte sie 1692, Händel schrieb 1739 über die Dichtung seine Ode for St. Cecilia’s Day.
Karl Wilhelm Ramler schuf 1766 eine deutsche Übersetzung, die er 1770 überarbeitete und 1772 in seinen Lyrischen Gedichten veröffentlichte.

## Tonträger
- G. F. Händel (Bearb.: Mozart/Mosel): Timotheus oder die Gewalt der Musik (Concentus Musicus Wien, Wiener Singverein – Nikolaus Harnoncourt)